# Markhot János
Vittenczi Markhot János Nepomuk Márton (Alsóköröskény, 1811. november 17. – Nyitraivánka, 1888. szeptember 14.) királyi tanácsos, vármegyei alispán és országgyűlési képviselő.

## Élete

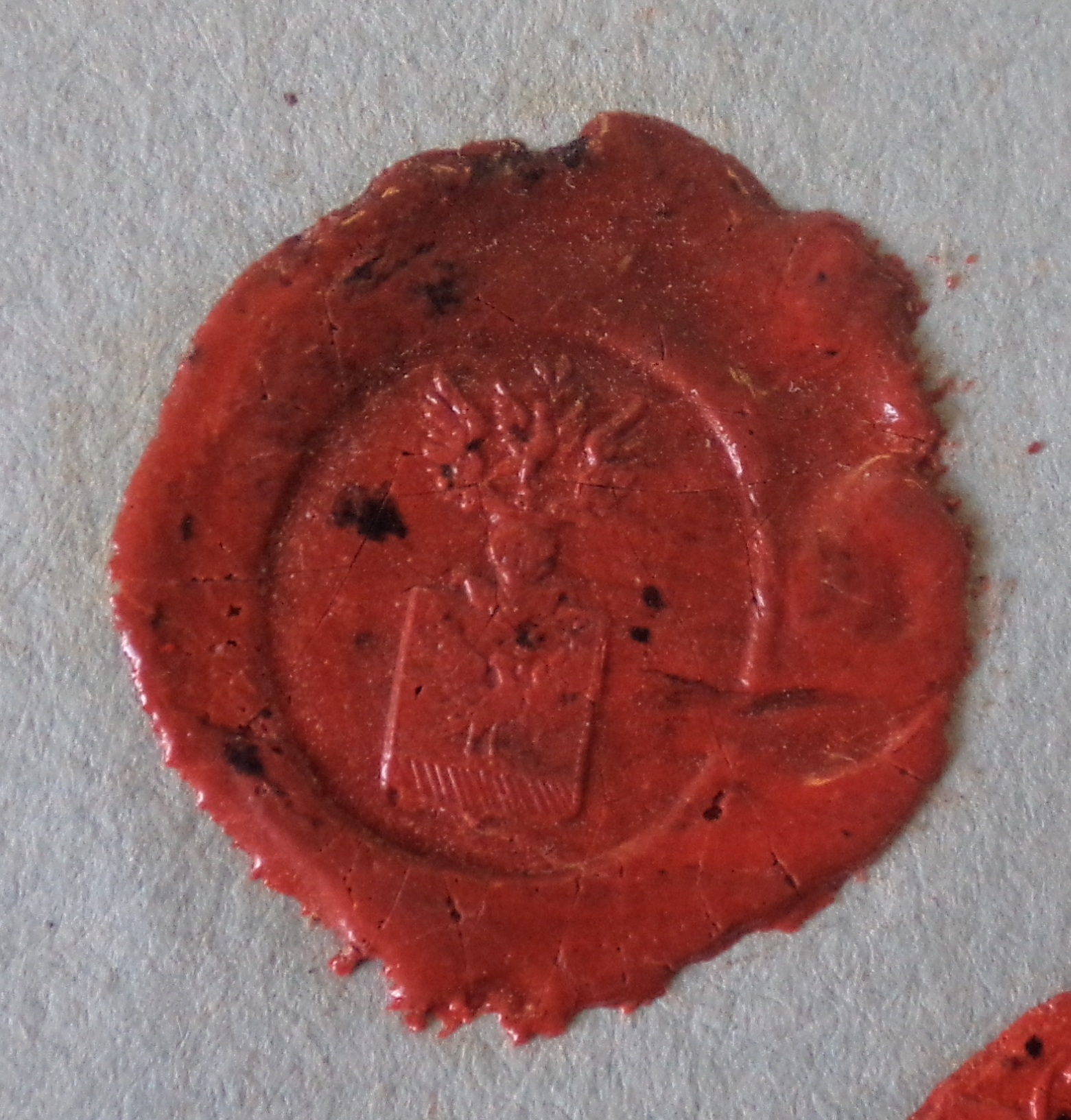
Címeres pecsétje
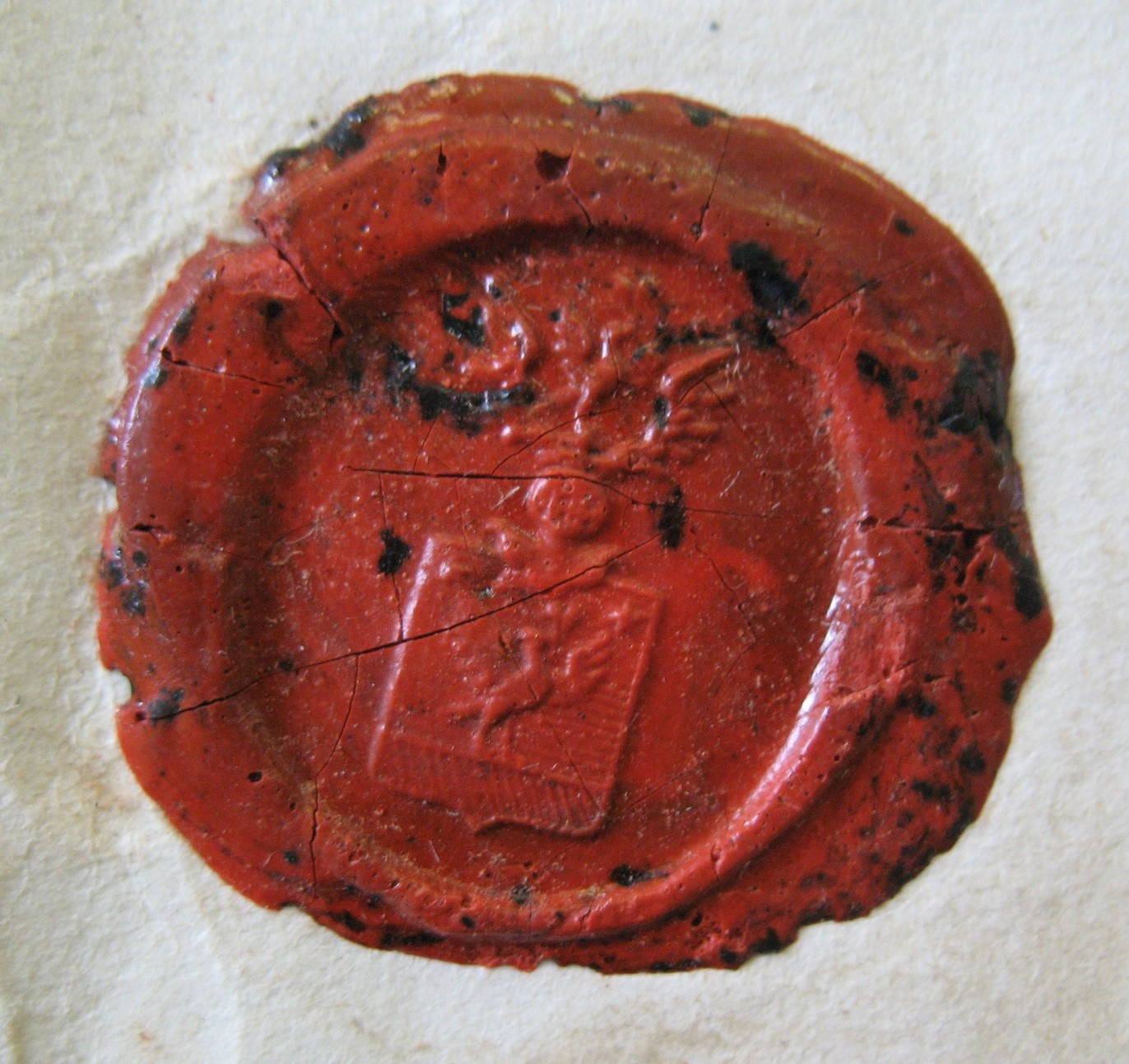

Apja Markhot Sándor, anyja Dombay Mária. Öccse Markhot Imre (1813-1868) ügyvéd és Nyitra vármegyei aljegyző.
Középiskolákat Nyitrán, a jogot Pozsonyban végezte és már 18 éves korában ügyvédi diplomát szerzett. 1844-ben már Nyitra vármegye szolgabírája volt. 1846-ban a nyitrai járás főbirája, 1848-ban Nyitra vármegye másod alispánja, majd az érsekújvári kerület képviselője, azután pedig báró Jeszenák Jánossal együtt Nyitra vármegye kormánybiztosa lett. A világosi fegyverletétel után bujdosott, de elfogták, azonban később a nyitrai püspök és gróf Apponyi Gyula császári királyi biztos közbenjárására szabadon bocsátották. A Schmerling-provizórium (1861-1865) alatt alispáni állásra jelölték, de ő nem fogadta el.
Később Tarnóczy Kázmérral, gróf Esterházy Istvánnal és Simonyi Ernővel szervezte a népkört, és egyik vezére volt a megyei ellenzéknek. 1869-ben Nyitra vármegye első alispánja lett. Ő vitte keresztül a megyeszervezetet. 1875-ben a vágvecsei kerület megválasztotta országgyűlési képviselőnek, s azt 1881-ig képviselte, amikor visszavonult a politikai élettől.
Felesége, berethei Marton Szidónia révén Kossuth Lajos rokona volt. Gyermekei: Gyula, Aladár, Janka és Melánia.

## Művei
Hosszabb ideig megyei tudósítója volt Kossuth Pesti Hírlapjának. Országgyűlési beszédei az 1848-49. Közlönyben és a Naplókban találhatóak.